# معبد یوشیماسیدو

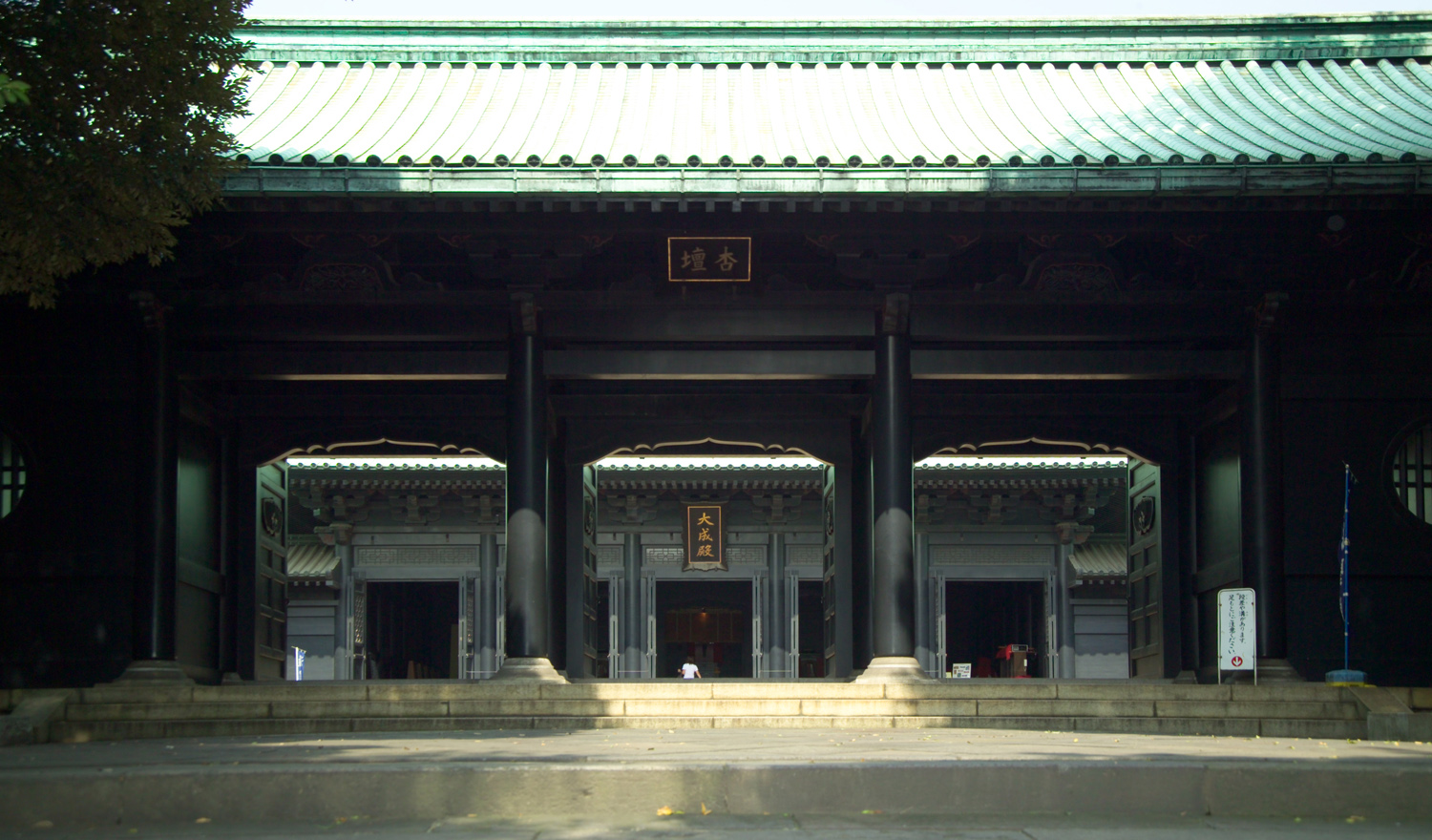
معبد یوشیماسیدو.

معبد یوشیماسیدو (به ژاپنی: 湯島聖堂 Yushima Seidō) در منطقهٔ بونکئو در توکیو، پایتخت ژاپن واقع شده و در سال ۱۶۳۰ میلادی ساخته شده‌است.

## رسیدن به معبد
- جی آر، خط چوئو-هونسن ایستگاه اوچانومیزو (御茶ノ水駅)